# HD62244
HD62244 — подвійна зоря. 
Дана подвійна система має видиму зоряну величину в смузі V приблизно 8,7.

## Подвійна зоря
Головна зоря цієї системи належить до хімічно пекулярних зір й має спектральний клас A2.
В той же час спектральний клас іншої компоненти залишається  ще не визначеним.

## Пекулярний хімічний склад
Зоряна атмосфера HD62244 має підвищений вміст 
Eu
.